# Andowiak drzewolubny
Andowiak drzewolubny (Thomasomys hylophilus) – gatunek ssaka z podrodziny bawełniaków (Sigmodontinae) w obrębie rodziny chomikowatych (Cricetidae).

## Zasięg występowania
Andowiak drzewolubny występuje we wschodnich Andach we wschodniej Kolumbii i w Cordillera de Mérida w zachodniej Wenezueli.

## Taksonomia
Gatunek po raz pierwszy zgodnie z zasadami nazewnictwa binominalnego opisał w 1912 roku amerykański teriolog Wilfred Hudson Osgood nadając mu nazwę Thomasomys hylophilus. Holotyp pochodził z Páramo de Tamá, w górnym biegu rzeki Táchira, w Norte de Santander, w Kolumbii. 
Odnotowano różnice morfologiczne między populacjami z Boyacá i Páramo de Tamá, co sugeruje potencjalne występowanie nienazwanego, prawdopodobnie podgatunkowego taksonu. Autorzy Illustrated Checklist of the Mammals of the World uznają ten takson za gatunek monotypowy.

### Etymologia
- Thomasomys: Oldfield Thomas (1858–1929), brytyjski zoolog, teriolog; gr. μυς mus, μυος muos „mysz”[7].
- hylophilus: gr. ὑλη hulē „teren lesisty, las”; φιλος philos „miłośnik”, od φιλεω phileō „kochać”[8].

## Morfologia
Długość ciała (bez ogona) 107–126 mm, długość ogona 124–155 mm, długość ucha 17–20 mm, długość tylnej stopy 24,5–28 mm; masa ciała 32–40 g. 

## Ekologia
Występuje na wysokości powyżej 2000 m n.p.m. Zasięg jego występowania obejmuje 3300 km². Jest silnie związany z wilgotnymi siedliskami, w tym las mglisty.
Zwierzę nocne z naziemnym trybem życia i wszystkożerne

## Populacja
Gatunek słabo rozpowszechniony i wymiera.

## Zagrożenia
Główne zagrożenia to wylesianie.